# Никельтау
Никельта́у (каз. Никельтау) — село в Хромтауском районе Актюбинской области Казахстана. Административный центр и единственный населённый пункт Никельтауского сельского округа. Находится примерно в 22 км к северо-западу от центра города Хромтау. Код КАТО: 156048100.

## Население
В 1999 году население села составляло 886 человек (436 мужчин и 450 женщин). По данным переписи 2009 года, в селе проживали 932 человека (463 мужчины и 469 женщин).